# ريد داوني
ريد داوني (بالإنجليزية: Red Downey)‏ هو لاعب كرة قاعدة أمريكي، ولد في 6 فبراير 1889 في أورورا في الولايات المتحدة، وتوفي في 10 يوليو 1949 في ديترويت في الولايات المتحدة.

## وصلات خارجية
- ريد داوني على موقعبيزبول رفرنس.كوم (الدوري الرئيسي) (الإنجليزية)
- ريد داوني على موقعبيزبول رفرنس.كوم (الدوري الثانوي) (الإنجليزية)